# Erebia praerutilia
Erebia praerutilia är en fjärilsart som beskrevs av Hans Fruhstorfer 1909. Erebia praerutilia ingår i släktet Erebia och familjen praktfjärilar. Inga underarter finns listade i Catalogue of Life.